# Březůvky
Březůvky (in tedesco Brzesuwek) è un comune della Repubblica Ceca facente parte del distretto di Zlín, nella regione di Zlín.